# Tuareg-Schild

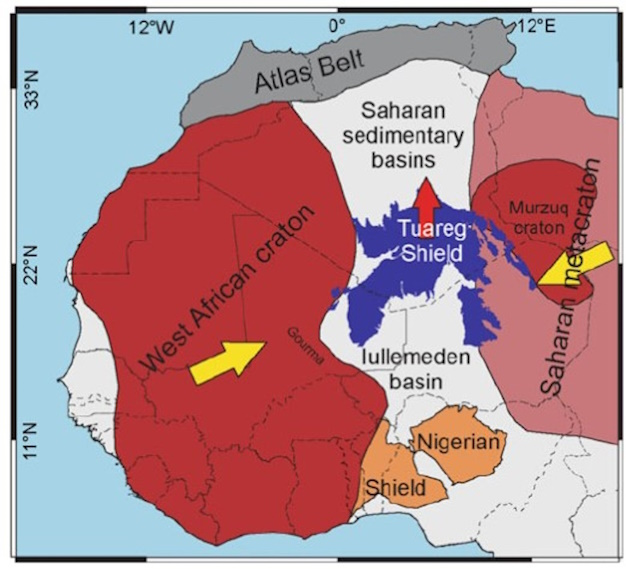
Vereinfachte Geologische Karte vom nordwestlichen Afrika mit dem Westafrika-Kraton, dem Sahara-Metakraton, dem Tuareg-Schild, dem Benin-Nigeria-Schild sowie dem Atlasgebirge und Sedimentbecken

Der Tuareg-Schild wird als eine Ansammlung 23 komplexer paläoproterozoischer kratonartiger sowie neoproterozoischer juveniler (neu gebildete) Terrane interpretiert, die sich während der neoproterozoischen Pan-Afrikanischen Orogenese infolge Kollisionen und Kompressionen unter Schließung von Ozeanen zwischen dem Westafrika-Kraton im Westen und dem Sahara-Metakraton im Osten bildeten und die entweder durch subvertikale Scherzonen oder durch Überschiebungsfronten getrennt sind. Diese Terrane unterscheiden sich durch petrologische, metamorphe, magmatische, sedimentäre und tektonische Merkmale. In der regionalen Geologie Afrikas werden sie dem Transsahara-Gürtel zugeordnet. Aufgeschlossen sind im Wesentlichen ca. 550.000 Quadratkilometer (km²) vom Ahaggar (Hoggar) im südlichen Algerien, ca. 250,000 km² vom Adrar des Ifoghas im nordöstlichen Mali sowie ca. 84,000 km² vom Aïr im nördlich-zentralen Niger.
Das Altersspektrum der Gesteine reicht von ca. 3300 bis ca. 522 mya. Die geologisch/tektonische Entwicklung des Tuareg-Schildes erfolgte zeitlich von ca. 870 bis 520 mya.

## Tektonische Struktur

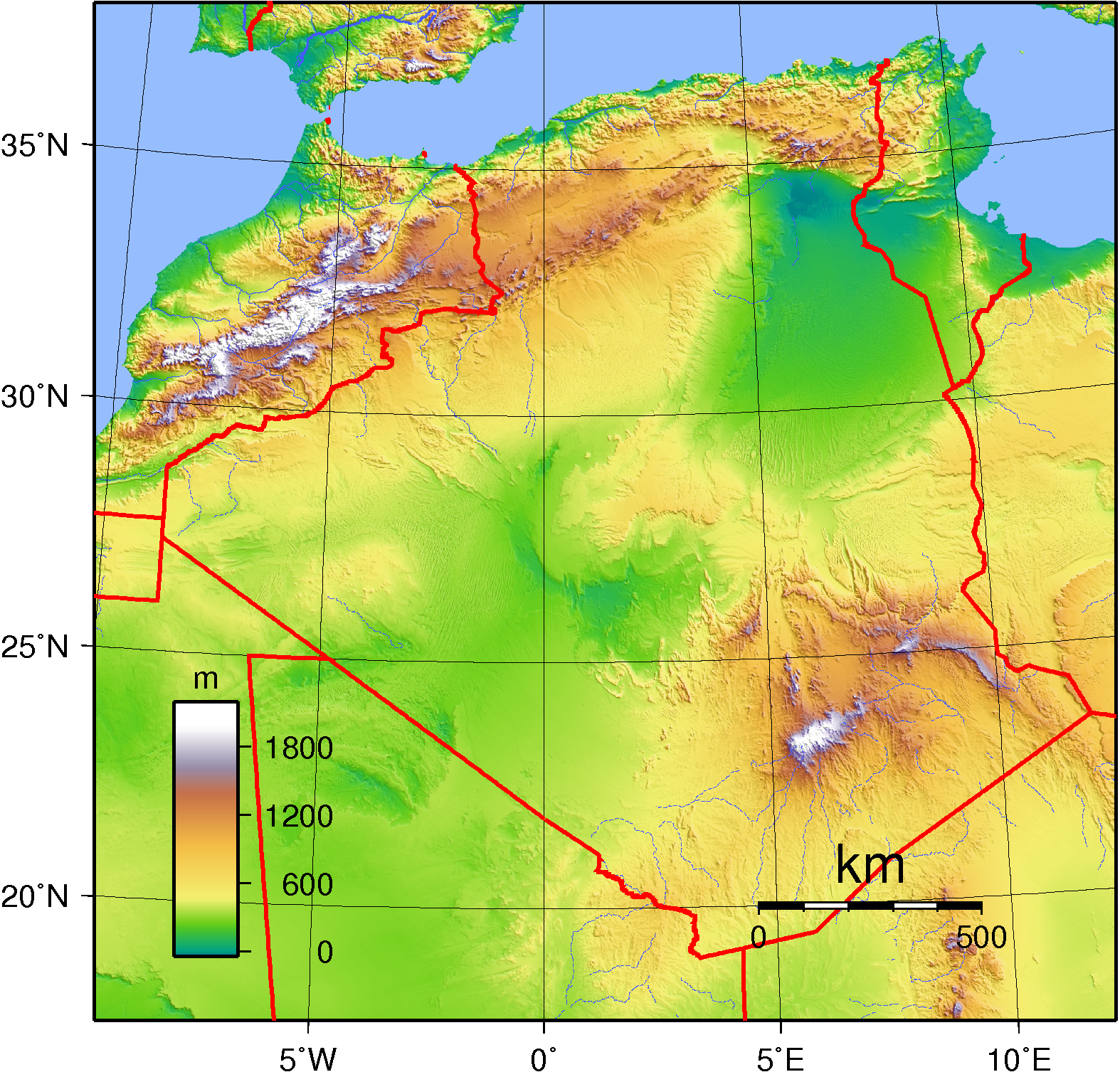
Topographische Karte von Algerien mit dem Ahaggar-Gebirge
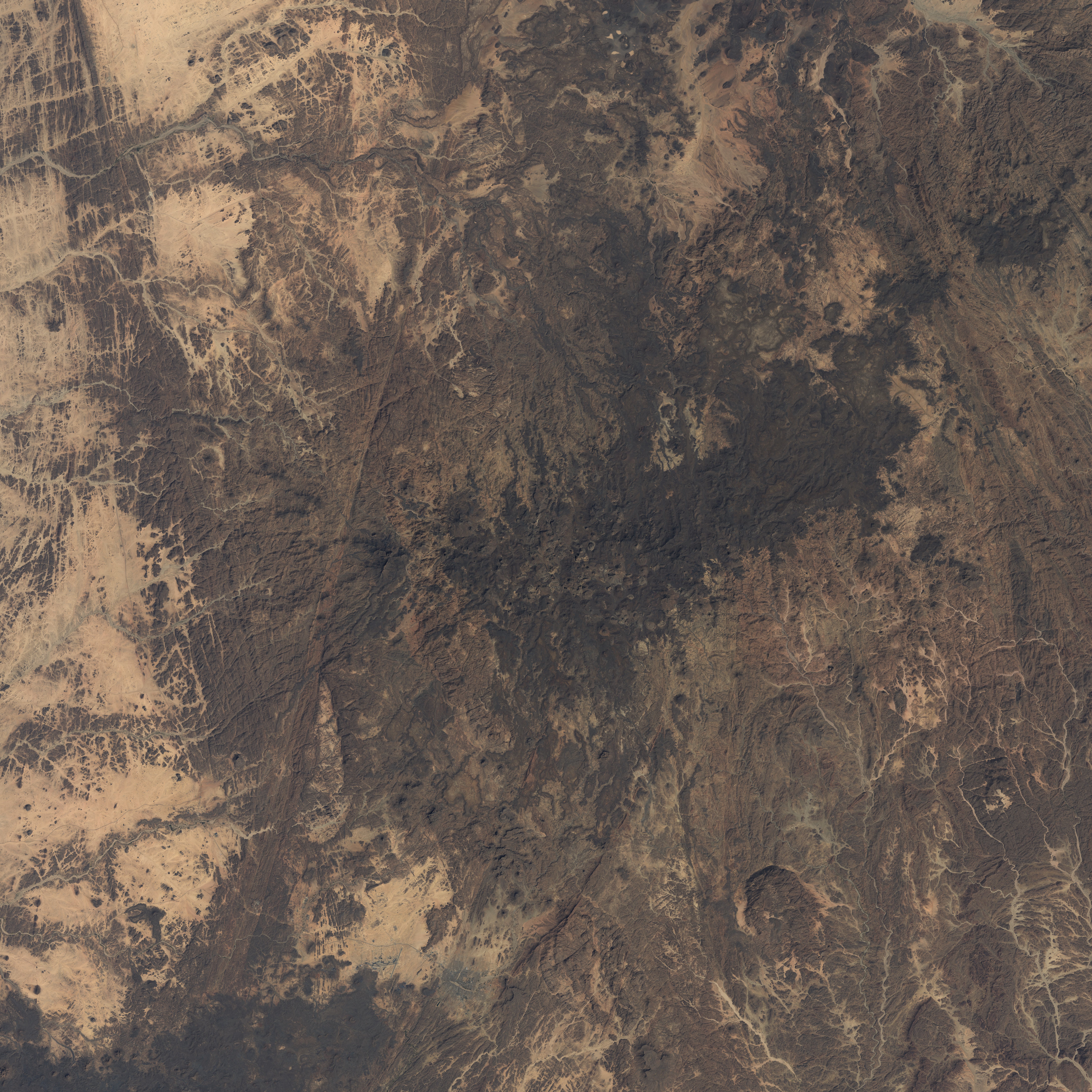
Landsat-8-Satellitenaufnahme vom Ahaggar-Gebirge
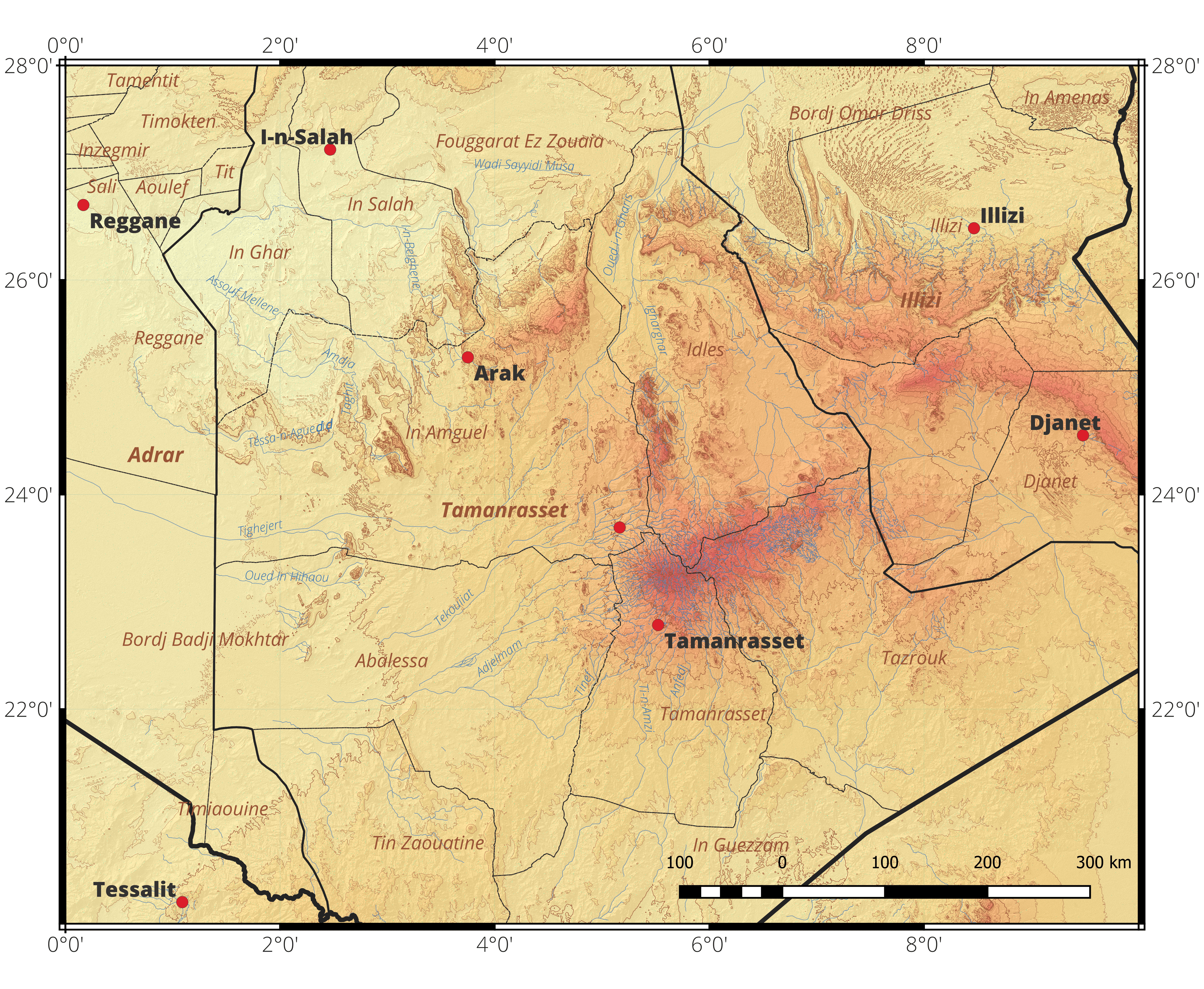
Topografische Karte des Ahaggar-Gebirges
Adrar des Ifoghas im nordöstlichen Mali
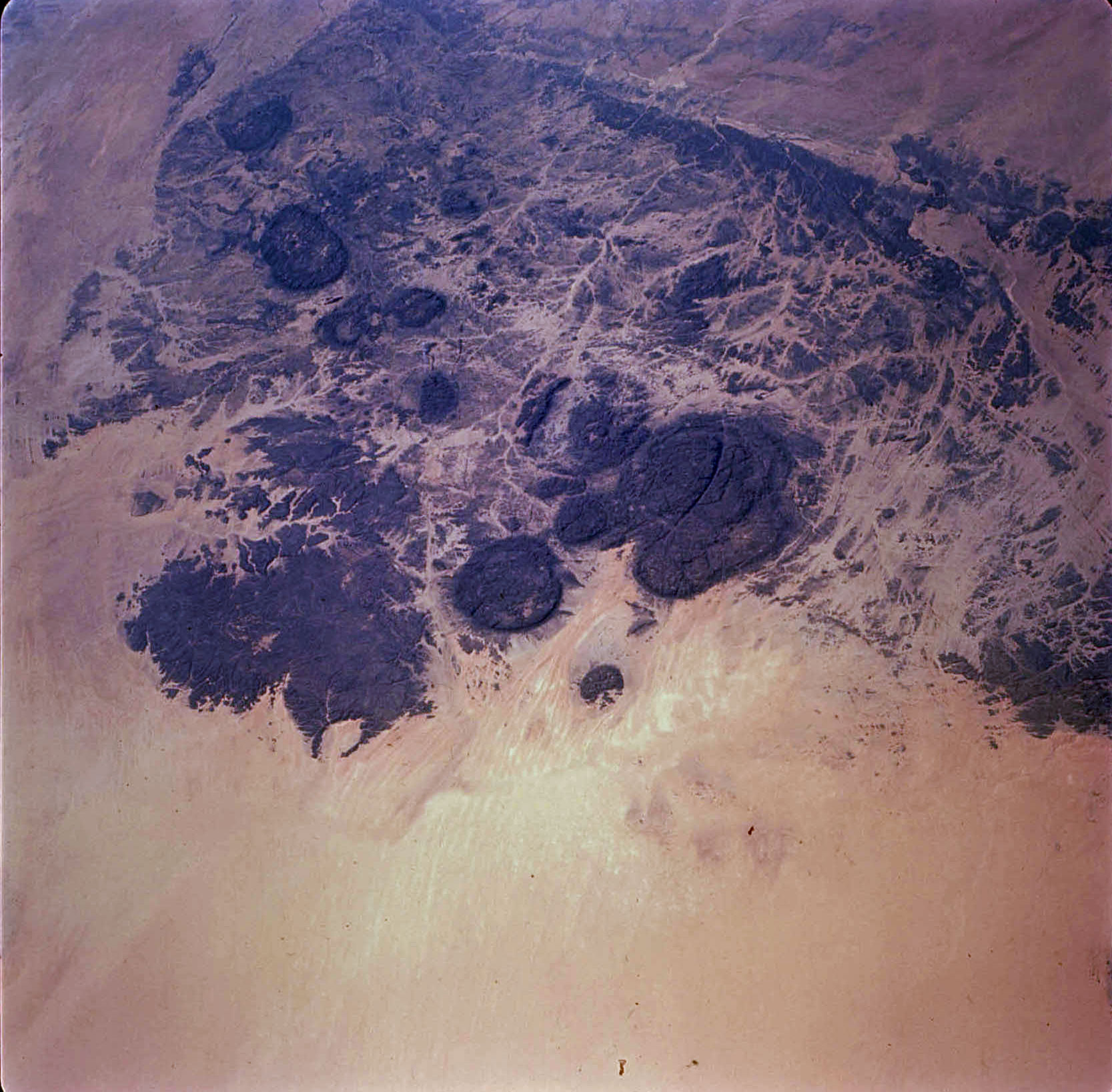
Gemini-Satellitenaufnahme vom Aïr-Gebirge in nördlich-zentralen Niger

Die Terrane im Tuareg-Schild sind unterschiedlich entstanden und haben demzufolge auch verschiedene tektonisch-geologische Eigenschaften. Sie bildeten sich in einem Ozean, der bis ca. 800 mya zwischen dem Westafrika-Kraton und dem Sahara-Metakraton entstand. Darin entwickelten sich mehrere kontinentale und ozeanische Strukturen. Diese gliederten den Ozean in mehrere Seebecken, die mit beginnender Schließung auch zu Subduktionen der Strukturen führten. Die weiteren Kompressionspozesse zwischen den Kratonen führten zwischen ca. 630 und 580 mya zu Kollisionen dieser Strukturen und zur Bildung von Terranen. Um ca. 520 mya waren die tektonischen Prozesse weitgehend abgeschlossen und die jeweiligen Terrane hatten sich etabliert. Nördlich und südlich wird der Tuareg-Schild von sedimentären Ablagerungen eingefasst.
Mehrere Terrane basieren auf paläoproterozoischen Grundgebirgen mit archaischen Relikten, die während der Pan-Afrikanischen Orogenese unterschiedlich deformiert, metamorph überprägt und von Magmatiten intrudiert wurden. Diese wurden zu kratonartigen Mikrokontinenten (Metakratons) zusammengefügt. Zu diesen zählen der LATEA-Metakraton im zentralen Hoggar, die westlichen In Ouzzal- (auch als IOGU) bezeichnet, und UGI-Granuliteinheiten im Adrar des Ifoghas sowie die im Osten liegenden Terrane Aouzegueur und Barghot.
Terrane mit paläoproterozoischen Grundgebirgen, die während der Pan-Afrikanischen Orogenese tektonisch und metamorph überarbeitet wurden, sind die am Westafrika-Kraton angrenzenden Tirek-, Ahnet-, Kidal- und Tassendjanet-Terrane, die am Sahara-Metakraton angrenzenden Assodé-Issalane- und Tazat-Terrane sowie die aufgeschobenen/obduzierten Edembo- und Djanet-Terrane. Die beiden Ersteren bilden den so genannten Orosirian-Streifen.
Juvenil im Neoproterozoikum entstanden folgende Terrane: die In Tedeini- und Tin-Zaouatinen-Terrane, welche zusammen das Pharusian-Terran bzw. den Pharusischen Gürtel bilden. Die Tilmesi- und Timétrine-Terrane stellen Überschiebungen auf den passiven Rand des Westafrika-Kratons dar. Westlich des LATEA-Metakratons schließt das Silet- bzw. Iskel-Terran an, das einen magmatischen Inselbogen bildete, während östlich des LATEA-Metakratons das Serouenout-Terran entstand. Beide Terrane repräsentieren ebenfalls Überschiebungen.
Die 8030-Scherzone bzw. Raghane-Scherzone markiert die östliche Grenze des Orosirian-Streifens und wird als westliche Grenze des Sahara-Metakratons interpretiert. Die Grenze zwischen dem Orosirian-Streifen und LATEA bildet die Ounane-Scherzone. Westlich wird LATEA vom Kandi-Lineanment abgeschlossen, an welches das Pharusian-Terran anschließt, das westlich von der Adrar-Scherzone begrenzt wird. Die Tilmesi-Scherzone bildet die östliche Grenze zu den Terranen im Adrar des Ifoghas.

## Regionale Geologie

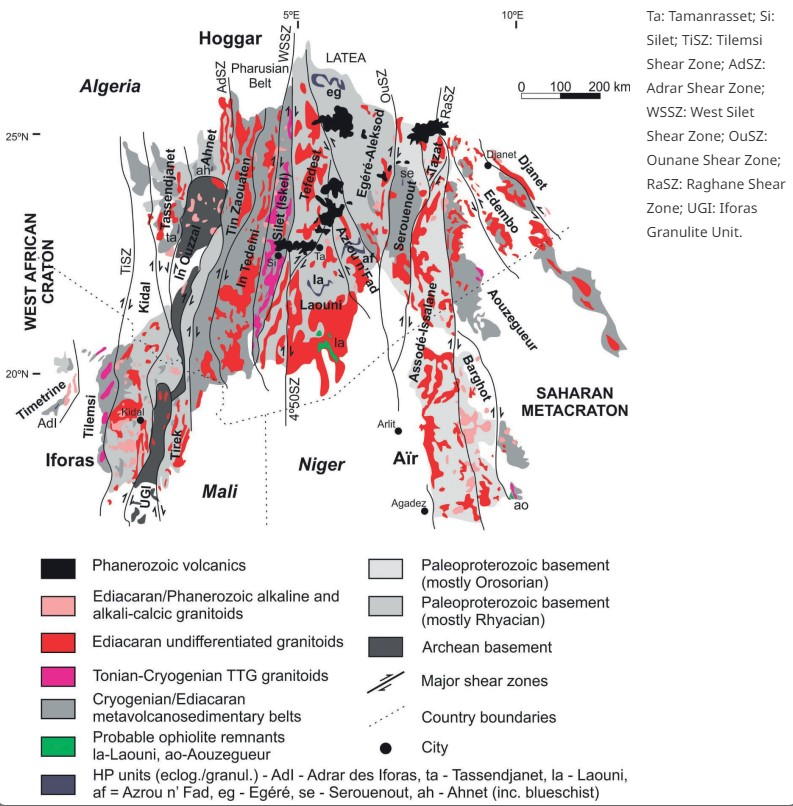
Geologische Karte des Tuareg-Schildes

Die verschiedenen geologischen/tektonischen Strukturen im Tuareg-Schild können in einer östlichen, zentralen und einer westlichen Zone zusammengefasst werden.

### Östliche Zone
In der östlichen Zone befinden sich die Djanet-, Edembo-, Aouzegueur- und Barghot-Terrane. Diese grenzen mit der 8030-Scherzone bzw. der Raghane-Scherzone an den Sahara-Metakraton. Geochemische und isotopische Daten von synorogenen Granitoiden deuten darauf hin, dass das Grundgebirge mit einem Altersspektrum zwischen ca. 2700 und 1900 mya von einer archaischen bis paläoproterozoischen kontinentalen Erdkruste abstammt, die mit jener des Sahara-Metakratons korreliert. Monozyklische metasedimentäre Ablagerungen, vulkanitische und plutonitische Gesteinssequenzen sowie potenzielle Ophiolithe haben Alter um ca. 730 mya. Kollisionsbedingter regionaler Metamorphismus und Magmatismus fand vor etwa 700 mya statt. Danach bildeten sich bis 580 mya erosionsbedingte panafrikanische Molassen, nachdem um ca. 660 mya Rhyolithe und Andesite und weitere Plutonite auftraten. Die Raghane-Scherzone ist durch Intrusionen mehrerer Generationen von Granitoiden zwischen 790 und 550 mya gekennzeichnet.

### Zentrale Zone
Die zentrale Zone liegt zwischen der östlich liegenden Raghane-Scherzone und der westlich befindlichen Adrar-Scherzone. In ihr befinden sich die Assodé-Issalane- und Tazat-Terrane, das Afara-Serouenout-Terran sowie der LATEA-Mikrokontinent.
Assodé-Issalane- und Tazat-Terrane
Die Assodé-Issalane- und Tazat-Terrane sind gekennzeichnet durch hochgradig metamorphe Gneise, die als gründlich überarbeitetes und anatektisches paläoproterozoisches und/oder archaisches Grundgebirge angesehen werden, sowie durch ein Deckgebirge mit Abfolgen von suprakrustalen Gesteinssequenzen, einschließlich fuchsitführender Quarzite, die möglicherweise paläoproterozoischen oder archaischen Alters sind und von gebänderten subalkalischen Gneisen überlagert werden. Diese Terrane wurden zwischen 730 und 670 mya tektonisch beeinflusst. Der frühe Hochdruck-Metamorphismus im Iassalane-Terran ist durch Kyanite in anatexischen Metapeliten und von Granat-Rutil-Amphiboliten gekennzeichnet, die eng mit Kalksilikatgneisen und Marmoren verwandt sind. Auf diese frühe Metamorphose folgten Niederdruckeinflüsse, die durch Cordierit-Sillimanit-Gemische dargestellt werden, die sich in Metapelite während der Intrusionen von Plutonen zwischen ca. 645 und 580 mya entwickelten. Im Norden ist das kleine nördlich liegende Tazat-Terran durch ausgeprägte metasedimentäre Sequenzen gekennzeichnet, die auf einem wenig bekannten Granit-Gneis-Grundgebirge liegen, das jedoch einem Ausläufer des Assodé-Issalane-Terrans ähnelt. Diese Terrane bilden den so genannten Orosirian-Streifen.
Serouenout-Terran
Das überwiegend juvenile neoproterozoische langgestreckte Serouenout-Terran bildet eine Überschiebung, die vermutlich auf einem paläoproterozoischen Grundgebirge rhyacinischen Alters basiert und mit dem des westlich liegenden Orosirian-Streifens korreliert. Dieses Terran wird als eine ophiolitische Hochdruckserie interpretiert, die hauptsächlich aus ehemals subduzierten ozeanischen Metasedimenten besteht. Diese enthält größtenteils weiße kristalline Schiefer (Schist)- und Eklogit-Strukturen, die an eine ophiolitische tektonische Mélange erinnern, die unter Eklogit-Fazies-Bedingungen metamorphisiert und stark deformiert wurden. Weiterhin sind sowohl polymetamorphe Metasedimente als auch subalkalische Orthogneise und Amphibolite vorhanden, die alle durch Kyanit-Zonen, liegende Faltungen und insgesamt durch Schieferung gekennzeichnet sind. Verschiedenartige Granate aus glimmerhaltige Metapelite weisen auf anfänglich hohe Drücke hin. Diese Einheiten wurden durch eine Grünschiefer-Fazies metamorph überarbeitet. Das Ablagerungsalter der Sequenzen in diesem Terran wurde noch nicht angegeben.
LATEA-Mikrokontinent
Der Mikrokontinent LATEA dominiert die zentrale Zone im Hoggar. Er wird östlich begrenzt durch die Ounane-Scherzone, westlich durch das Kandi-Lineanment, an das sich das Iskel-Terran anschließt. Der Name für diesen Mikrokontinent ist ein Akronym für die namengebenden Laouni-, Azrou-n’Fad-, Tefedest- und Egéré-Aleksod-Terrane. Zusammen bilden sie einen passiven Kontinentalrand. LATEA ähnelte während des Mesoproterozoikums und des frühen bis mittleren Neoproterozoikums einem Kraton, jedoch wurde er während der pan-afrikanischen Orogenese im späten Neoproterozoikum teilweise destabilisiert und zerschnitten. Trotzdem blieben seine hauptsächlichen rheologischen, geochronologischen, isotopischen und manchmal petrologischen Merkmale erhalten. Östlich wird LATEA vom Serouenout-Terran, westlich vom Iskel-Terran begrenzt, beide mit neoproterozoischem juvenilem Charakter. Sie stellen Überschiebungen auf LATEA dar.
LATEA basiert auf einem paläoproterozoischen Granulit-Amphibolit-Grundgebirge mit einem Alter zwischen ca. 2100 und 1900 mya und einigen lokalen ca. 3300 bis 2700 mya alten archaischen Relikten. Die Entwicklung von LATEA begann zwischen ca. 900 mya mit der westlichen Schließung der Subduktionszone zum Iskel-Terran. Dabei verhielt sich LATEA wie ein passiver Kontinentalrand. Um ca. 870 mya erfolgte die Kollision mit dem Iskel-Terran und zwischen 700 und 622 mya mit dem Serouenout-Terran, dabei wurden jeweils neoproterozoische juvenile Ophiolite auf LATEA aufgeschoben. Um ca. 685 mya erfolgte das Andocken von weiteren juvenilen Terranen mit Ophiolithen, verschiedenen Inselbogen-Lithologien. Von ca. 625 bis 580 mya wurde LATEA zwischen dem Westafrika-Kraton und dem Sahara-Metakraton eingequetscht. Dadurch wurde die Zergliederung von LATEA durch eine Mega-Scherzone in die vier Terrane hervorgerufen. Diese transpressive tektonische Hauptphase führte entlang der Scherzonen zur Einlagerung dioritischer Batholithe zwischen ca. 624 mya und um ca. 522 mya granitischer Plutone. LATEA hatte sich zum Metakraton verändert.

### Westliche Zone
Die westliche Zone wird östlich begrenzt durch das 4050-Kandi-Lineanment und westlich durch die Tilmesi-Scherzone. Ihr werden das Iskel-Terran, das Pharusian-Terran sowie das Adrar, das Ifoghas-Gebirge mit den Tirek-, In-Quazzal- bzw. IOGU-, UGI- bzw. IGU-, Kidal-, Tassendjanet-Terranen sowie die westlich der Tilemsi-Scherzone liegenden Tilemsi- und Timetrine-Terrane zugeordnet.
Iskel-Terran
Das neoproterozoische juvenile Iskel-Terran, auch Silet-Terran genannt, wird östlich vom 4050-Kandi-Lineanment zum LATEA-Mikrokontinent und westlich mit der Iskel-Scherzone bzw. der West Silent-Scherzone vom Pharusian-Terran begrenzt. Nach der westwärtigen Subduktion und Zergliederung von LATEA obduzierte das Iskel-Terran am westlichen LATEA-Rand. Das Vorkommen des alten LATEA-Grundgebirges wird durch die isotopische Signatur der ca. 1700 bis 1200 mya alten alkalisch-kalkalkalischen bis kalkalischen granitischen Taourirt-Plutone und durch die tonischen ca. 870 und 730 mya alten und cryogenischen ca. 675 mya alten Plutone bestätigt. Erstere durchdrangen das LATEA-Grundgebirge, während die letzteren in panafrikanische Inselbogen-Komplexe intrudierten. Diese Plutone blieben von der panafrikanischen Hauptphase mit Ausnahme der Hauptscherungszonen nahezu unberührt. Dieses Terran hat seinen ursprünglichen Lithosphärenmantel während seiner Obduktion verloren und unterlag einer rezenten begrenzten domartigen Aufwölbung.
Pharusian-Terran
Das Pharusian-Terran (Pharusischer Gürtel) wird östlich begrenzt durch die West Silent-Scherzone, an der das Iskel- bzw. Silent-Terran anschließt, und westlich durch die Adrar-Scherzone, die die tektonische Grenze zum Adrar des Ifoghas bildet. Dieses Terran entstand in einer Grabenbruchphase mit marinem Einfluss, aus der sich mutmaßlich um ca. 800 mya der Pharusische Ozean bildete, der sich vor ca. 730 mya durch Subduktion der Ozeankruste zu schließen begann und vor ca. 680 bis 620 mya geschlossen war.
Das Pharusian-Terran ist strukturiert in die Tin-Zaouatene- und In-Tedeini-Terrane. Es basiert im Osten auf dem Iskel-Grundgebirge und im Westen auf dem Tirek-Grundgebirge. Vulkanische klastischische Ablagerungen mit vulkanartigen Grauwacken sowie andesitischen Vulkaniten bildeten sich zwischen etwa 690 und 650 mya. Die hauptsächliche Ost-West-Verkürzung erfolgte durch mehrere Transpressionsphasen und führte zu einer regionalen Metamorphose der Grünschieferfazies mit aufrechter Auffaltung. Sie war verbunden mit Bildung zahlreicher Batholithe und Plutone zwischen ca. 620 bis 580 mya. Nach der späteren Auffüllung molassischer Becken fand eine erneute dextrale Transpression statt. Die jüngeren spätkinematischen Plutone entstanden nach der Ablagerung der Molassen um ca. 523 mya; sie stehen im Zusammenhang mit einem erneuten tektonischen Ereignis.
Tirek-Terran
Das schmale Tirek-Terran grenzt östlich an das Pharusian-Terran und westlich an die In Quzzal- und UGI-Terrane an. Verschiedene Untersuchung ergaben ein paläoproterozoisches TTG-Grundgebirge, das auf ca. 1965 mya datiert mit detrischtischen Zirkonen von ca. 2771 bis 2006 mya. Es besteht aus einem Orthogneis-Komplex mit Granuliten, amphibolhaltigen migmatitischen Gneisen und anderen migmatitischen Protolithen sowie Amphiboliten, Granodioriten, Tonaliten und Monzograniten. Dieses wird und von einer suprakrustalen Einheit (Tirek-Gruppe) aus überwiegendQuarziten und Peliten überlagert. Detrititische Zirkone aus Peliten ergaben Altersersangaben vom Archaikum bis zum Paläoproterozoikum zwischen ca. 2710 bis 2050 mya. Dyke-Komplexe und Gangsysteme aus subalkalischen Gneisen oder Orthogneisen durchdrangen um ca. 1843 mya die vorherigen Gesteinssequenzen. Große migmatitische granitisch-granodioritische Batholithe nahmen um ca. 663 mya Platz. Um ca. 578 mya ereignete sich eine LP/HT Sanidinit-Fazies. Diese wird mit der Einlagerung von Graniten entlang von Scherungszonen mit transformer Bewegung in Verbindung gebracht. Entlang dieser wurde infolge Perkolation Gold aus Fluide ausgeschieden.
In-Quzzal- und UGI-Terrane
Die In-Quzzal-Terrane in Algerien und UGI-Terrane in Mali basieren auf einem archaischen bis paläoproterozoischen hochgradig metamorphen Grundgebirge, das eine TTG-Affinität aufweist, welche mit einem klassischen Grünsteingürtel für archaische Gebiete übereinstimmt. Zusammen können sie als ein archaisch-proterozoischer Mikrokontinent angesehen werden. Das UGI-Terran wurde als riesige tektonische Decke interpretiert, während das In-Quzzal-Terran einen quasi-kratonischen Mikroblock darstellen könnte, der von einem alten lithosphärischen Erdmantel umschlossen wird. Beide zusammen werden als panafrikanischer Metakraton betrachtet. Die beiden Einheiten werden durch bis zu 500 m mächtige mylonitische Zonen im Westen und Osten scharf begrenzt. Der westliche und der nordöstliche tektonische Kontakt der Terrane stellen mögliche Geosuturen dar. Der östliche tektonische Kontakt ist die große dextral- (rechtsgerichtete) vertikale Tirek-Scherzone, die von Ultramyloniten und Dyke-Komplexen durchzogen ist. Sie beherbergt zudem zwei große Goldfelder.
Das Grundgebirge wird überlagert von granulitischen Metasedimenten. Sie bestehen aus verschiedenartigen Quarziten, Marmoren, Kalksilikatgneisen, Wollastoniten, graphitischen Peliten (Kinzigiten) und verschiedenen Gneisen, die möglicherweise aus Grauwacken entstanden sind, während andere eindeutig magmatischen Ursprungs sind, wie z. B. syenitischen Gneisen. Einzelne Zirkone haben archaische Alter, andere weisen gut identiﬁzierte Granulitfazies auf. Um ca. 2002 mya nahmen auch charnockitische und granitische Intrusionen Platz. Zudem entstanden zahlreiche Ablagerungen und Dykes aus Noriten. Während der Pan-Afrikanischen Orogenese bildeten sich von ca. 592 bis 535 mya neoproterozoische voluminöse kalkalkalische und alkalische Plutone, die von Gabbros über Diorite bis zu Granodioriten reichen. In diesem Zeitraum entstand im UGI-Terran eine regionale Grünschiefer-Fazies, während das In-Quzzal-Terran einer zeolithischen Fazies unterlag.
Kidal-Terran
Das Kidal-Terran weist ein paläoproterozoisches bis zu ca. 2200 mya altes granulitisches Grundgebirge mit einem neoproterozoischen juvenilen metamorphen sedimentären Deckgebirge auf. An einem panafrikanischen aktiven kontinentalen Kontinentalrand entwickelten sich Andesite und vulkanisch-sedimentäre Sequenzen wie Eklogite. Diese wurden von verschiedenen panafrikanischen Magmatiten intrudiert, die einen Übergang von einer Hoch-K-Serie Magmaserie bis zu alkalischen Basalten aufweisen. Das Altersspektrum liegt zwischen ca. 696 und 540 mya.
Im Kidal-Terrain sind große Gebiete von migmatischen Gneisen bedeckt, bei denen die Unterscheidung zwischen Deckgebirge und Grundgebirge schwierig ist. Die eingehende Untersuchung der nicht-migmatischen Gebiete hat es jedoch ermöglicht, die Diskordanz zwischen einer monometamorphen Deckschicht und einem polymetamorphen, nicht-granulitischen Gneissockel nachzuvollziehen, dessen migmatische Schieferung der Ablagerung des diskordanten Basalquarzits vorausging.
Tassendjanet-Terran
Im Tassendjanet-Terran wurden Reste eines paläoproterozoischen ca. 2150 mya alten überarbeiteten Grundgebirges identifiziert. Dessen basale Ablagerungssequenz umfasst aluminiumhaltige Quarzite, Glimmerschiefer und Marmore, die von amphibolitischen mafischen Lagergängen und metavulkanischen Formationen aus felsischen Laven und vulkanischen Brekzien rhyodazitischer Zusammensetzung durchzogen sind. Eine diskordante rote Arkoseformation molassischen Charakters, die der Ablagerung der quarzitischen Deckschicht vorausging, liegt direkt über den Graniten. Diese Ablagerungssequenz datiert zwischen ca. 676 und 600 mya. Zwischen der oben beschriebenen Grundgebirgseinheit und den östlich angrenzenden In-Quzzal- und UGI-Terranen können keine Korrelationen hergestellt werden.
Tilemsi- und Timétrine-Terrane
Westlich der Tilemsi-Scherzone befinden sich die Tilemsi- und Timétrine-Terrane. Diese Scherzone markiert die westliche tektonische Grenze zwischen dem Westafrika-Kraton und dem Tuareg-Schild. Beide Terrane wurden auf den passiven Rand des Westafrika-Kratons geschoben.
Tilemsi-Terran
Das Tilemsi-Terran bildet einen spät-früh-tonischen bis früh-cryogenischen zwischen ca. 730 und 710 mya alten Inselbogen-Komplex. Dieser umfasst kissenförmige Metabasalte tholeiitischen Charakters, die mit Rhyodaziten vergesellschaftet sind. Die darüberliegenden Sedimentgesteine sind turbiditische vulkanische Grauwacken. Sie werden im Bereich gabbro-noritischer und dioritischer Intrusionen zunehmend zu grauem Gneis rekristallisiert. Um ca. 635 mya bildete sich ein Granodiorit-Batholith.
Timétrine-Terran
Das Timétrine-Massiv besteht aus terrestrischen Metasedimentgesteinen, darunter Quarzite, terrestrische Turbidite, Konglomerate, submarine Metabasalte und zwei ultramafische Komplexe, in die serpentinisierte Peridotitvorkommen eingefügt sind. Die beiden Letzteren werden als Olisthostrom interpretiert. Vom Perm bis zum Jura wurde dieses Terran durch Nephelin-Syenit-Ringkomplexe sowie damit verbundene Gräbenbildungen beeinflusst.